# Paul de Noailles
Paul de Noailles, VI Duca di Noailles (Parigi, 4 gennaio 1802 – Parigi, 29 maggio 1885), fu uno storico e nobile francese.
Era pronipote del senza eredi Jean Paul François de Noailles, V Duca di Noailles, e gli succedette come Duca di Noailles alla morte di quest'ultimo 1824, sebbene non prese il suo posto fra i pari di Francia fino alla sua maggiore età nel 1827. Cavaliere del Toson d'Oro, era anche noto come scrittore ed oratore parlamentare.
Il Duca di Noailles fu eletto a succedere il suo amico e confidente Chateaubriand all'Académie française l'11 gennaio 1849, con 25 voti su 31. Poiché Honoré de Balzac a quel tempo ottenne solo quattro voti, questo sviluppo provocò un'esplosione di protesta sulla stampa letteraria. Con il duc Pasquier ed il duc de Broglie, il duc de Noailles formò il "parti des ducs" (il partito dei duchi).

## Famiglia
Sposò il 5 febbraio 1823 Alice de Rochechouart-Mortemart, figlia di Victurnien de Rochechouart, VIII duca de Mortemart,
ed ebbe tre figli: 
1. Pauline Victurnienne de Noailles
2. Jules Charles Victurnien, VII duc de Noailles
3. Emmanuel Henri Victurnien, marquis de Noailles[1]